# Michael Ammar
Michael Ammar (* 25. Juni 1956 in Logan, West Virginia) ist US-amerikanischer Zauberkünstler, der sich vor allem der Mikromagie verschrieben hat.

## Biografie
Ammar ist das jüngste von vier Kindern. Zur Zauberei kam er durch eine Werbeanzeige in einem Comic, in der „500 tricks for 25 cents!“ („500 Zaubertricks für 25 Cents“) angeboten wurden. Mit diesem Trick-Katalog begann er die praktische Zauberei, bis er, mithilfe einer Taube und eines jugendlichen Gehilfens, vor einem kleinen Publikum auftrat und daraufhin für zukünftige Aufführungen gebucht wurde.
Auf dem College der West Virginia University fuhr er mit der Zauberkunst fort und trat in den 1980er Jahren unter anderem vor Johnny Carson auf. 1982 errang er auf dem FISM-Weltkongress in Lausanne, Schweiz, einen 1. Preis in der Sparte Mikromagie.

## Veröffentlichungen
- The Topit Book, 1983
- The Magic of Michael Ammar, 1990
- Encore, 1980–1981
- The Magical Arts Journal, Periodikum,  1987–1988;